# Communication Break
『Communication Break』（コミュニケーション ブレイク）は、上木彩矢のメジャーデビューシングル。

## 概要
- MTVが新人アーティストをブレイクさせるべく展開するキャンペーン番組「MTV ADVANCE WARNING」で、本曲が1位を獲得。それに伴い、2006年4月15日、HMV渋谷にて行われた「MTV ADVANCE WARNING LIVE」に出演した。

## 収録曲
1. Communication Break
  - 作詞：上木彩矢 / 作曲：徳永暁人 / 編曲：後藤康二
2. HAPPY GO LUCKY
  - 作詞：上木彩矢 / 作曲：水野幹子 / 編曲：Bonn
3. CRAZY -live ver.-
  - 作詞：上木彩矢 / 作曲：Hiya & Katsuma / 編曲：豆田将
4. Communication Break -Instrumental-

## タイアップ
Communication Break
- TBS系『CDTV』2006年3月度オープニングテーマ

## 参加ミュージシャン
- 後藤康二 - ギター、ベース、プログラミング

## 収録アルバム
Communication Break
- Secret Code
- AYA KAMIKI Greatest Best